# The Truth About Helen
The Truth About Helen è un film muto del 1915 diretto da Frank McGlynn Sr.

## Trama
Scappata insieme al fidanzato Raoul Kent, nipote del senatore Foote, Helen Moore si deve difendere dalle avances troppo spinte del suo compagno quando, dopo aver avuto dei problemi con l'auto, i due si trovano da soli in un hotel. Le urla di Helen fanno accorrere in suo soccorso Hugh Graham, candidato alla carica di procuratore distrettuale. Ma Gregory, un rivale politico di Graham, lo sorprende in quella che potrebbe essere una situazione equivoca, da solo nella stanza di una ragazza: approfittando della circostanza, minaccia di rendere pubblico l'episodio, distruggendogli la carriera. A Graham non resta che ritirarsi, lasciando campo libero all'avversario. Helen, dal canto suo, si reca a Washington, dove diventa l'assistente della moglie del senatore Foote.
A Washington per affari, a teatro Graham vede Helen insieme al senatore. Seguendola a casa, sorprende Kent che ruba dei documenti riservati dello zio dalla cassaforte. I due uomini vengono alle mani e, durante la lotta, Kent resta ucciso. Graham, in corsa per una candidatura al Congresso, è nuovamente ricattato da Gregory che continua a minacciarlo di rivelare l'incidente dell'albergo. Ormai le sue possibilità di vittoria sono infinitesimali ma le rivelazioni di un coscienzioso giornalista riportano il sereno nella sua vita: il redattore scopre com'era andata effettivamente la storia, dimostrando l'innocenza di Helen.

## Produzione
Il film fu prodotto dalla Edison Company.

## Distribuzione
Distribuito dalla General Film Company, il film uscì nelle sale cinematografiche degli Stati Uniti il 12 novembre 1915.